# Brainards
Brainards es un lugar designado por el censo ubicado en el condado de Warren en el estado estadounidense de Nueva Jersey. En el año 2010 tenía una población de 202 habitantes.

## Geografía
Brainards se encuentra ubicado en las coordenadas 40°46′25″N 75°10′11″O / 40.77361, -75.16972.